# Sonerila hirsutula
Sonerila hirsutula är en tvåhjärtbladig växtart som beskrevs av George Arnott Walker Arnott. Sonerila hirsutula ingår i släktet Sonerila och familjen Melastomataceae. Inga underarter finns listade i Catalogue of Life.